# Christian Dyer
Pour les articles homonymes, voir Dyer.
Pas d'image ? Cliquez ici

a Compétitions nationales et continentales officielles uniquement.

b Matchs officiels uniquement.
Dernière mise à jour le 27 février 2023.
Christian Dyer, né le 26 décembre 1997 à Sacramento est un joueur international américain de rugby à XV et de rugby à sept. Il évolue avec les Sabercats de Houston en Major League Rugby.

## Biographie
Natif de Sacramento, Christian Dyer y débute le rugby au lycée, au sein du Jesuit High School (en). Une fois son lycée achevé, il rejoint l'Université de Californie et intègre les rangs des Golden Bears (en). Alors repéré pour ses qualités de finisseur (14 essais en 10 rencontres en 2019) par Mike Friday, il est intégré à l'équipe des États-Unis de rugby à sept pour participer aux Jeux panaméricains. Mais il se blesse à quelques jours du départ pour le Pérou et rate l'occasion de disputer le tournoi.
Une fois diplômé, il est initialement contracté par Rugby New York, mais préfère décliner l'offre et se concentrer sur le rugby à sept. Il intègre ainsi le groupe fédéral américain, espérant disputer les Jeux olympiques de 2020, décalé d'un an en raison de la pandémie de Covid-19. Non retenu pour les Jeux Olympiques, il est alors contacté par Gary Gold, le sélectionneur à XV, pour aller disputer un test match face à l'Angleterre au Stade de Twickenham, où il inscrit un essai. Il intègre alors l'effectif pour les tests suivants, ainsi que pour la qualification à la Coupe du Monde 2023, participant au succès face au Canada. Ses bonnes prestations à XV lui permettent de réintégrer l'équipe à sept, et il a l'occasion de disputer deux tournois des World Rugby Sevens Series,.
En 2022, il décide de se concentrer sur le rugby à XV, et rejoint les Sabercats de Houston. Il y devient un joueur majeur, disputant 16 rencontres lors de sa première saison.

## Statistiques

### En sélection à XV
| Année | Compétition                       | Matchs | Points | Essais | Transf. | Drops | Pénal. |
| ----- | --------------------------------- | ------ | ------ | ------ | ------- | ----- | ------ |
| 2021  | Tests                             | 2      | 5      | 1      | -       | -     | -      |
| 2021  | Qualification à la coupe du monde | 4      | 15     | 3      | -       | -     | -      |
| 2022  | Tests                             | 1      | 5      | 1      | -       | -     | -      |
| 2022  | Qualification à la coupe du monde | 5      | 20     | 4      | -       | -     | -      |
| Total | Total                             | 12     | 45     | 9      | -       | -     | -      |

| Essai | Adversaire          | Lieu                                               | Compétition                            | Date              | Résultat | Score |
| ----- | ------------------- | -------------------------------------------------- | -------------------------------------- | ----------------- | -------- | ----- |
| 1     | Angleterre          | Stade de Twickenham, Twickenham                    | Test                                   | 4 juillet 2021    | Défaite  | 43-29 |
| 1     | Canada              | Infinity Park, Glendale                            | Qualification à la coupe du monde 2023 | 12 septembre 2022 | Victoire | 38-16 |
| 1     | Uruguay             | Infinity Park, Glendale                            | Qualification à la coupe du monde 2023 | 3 octobre 2022    | Victoire | 19-16 |
| 1     | Uruguay             | Stade Charrúa, Montevideo                          | Qualification à la coupe du monde 2023 | 9 octobre 2022    | Défaite  | 34-15 |
| 1     | Barbarians français | Aveva Stadium, Houston                             | Test                                   | 2 juillet 2022    | Victoire | 26-21 |
| 1     | Chili               | Estadio Santa Laura-Universidad SEK, Independencia | Qualification à la coupe du monde 2023 | 10 octobre 2022   | Victoire | 21-22 |
| 3     | Kenya               | The Sevens Stadium, Dubaï                          | Qualification à la coupe du monde 2023 | 6 novembre 2022   | Victoire | 68-14 |